# RD-0110

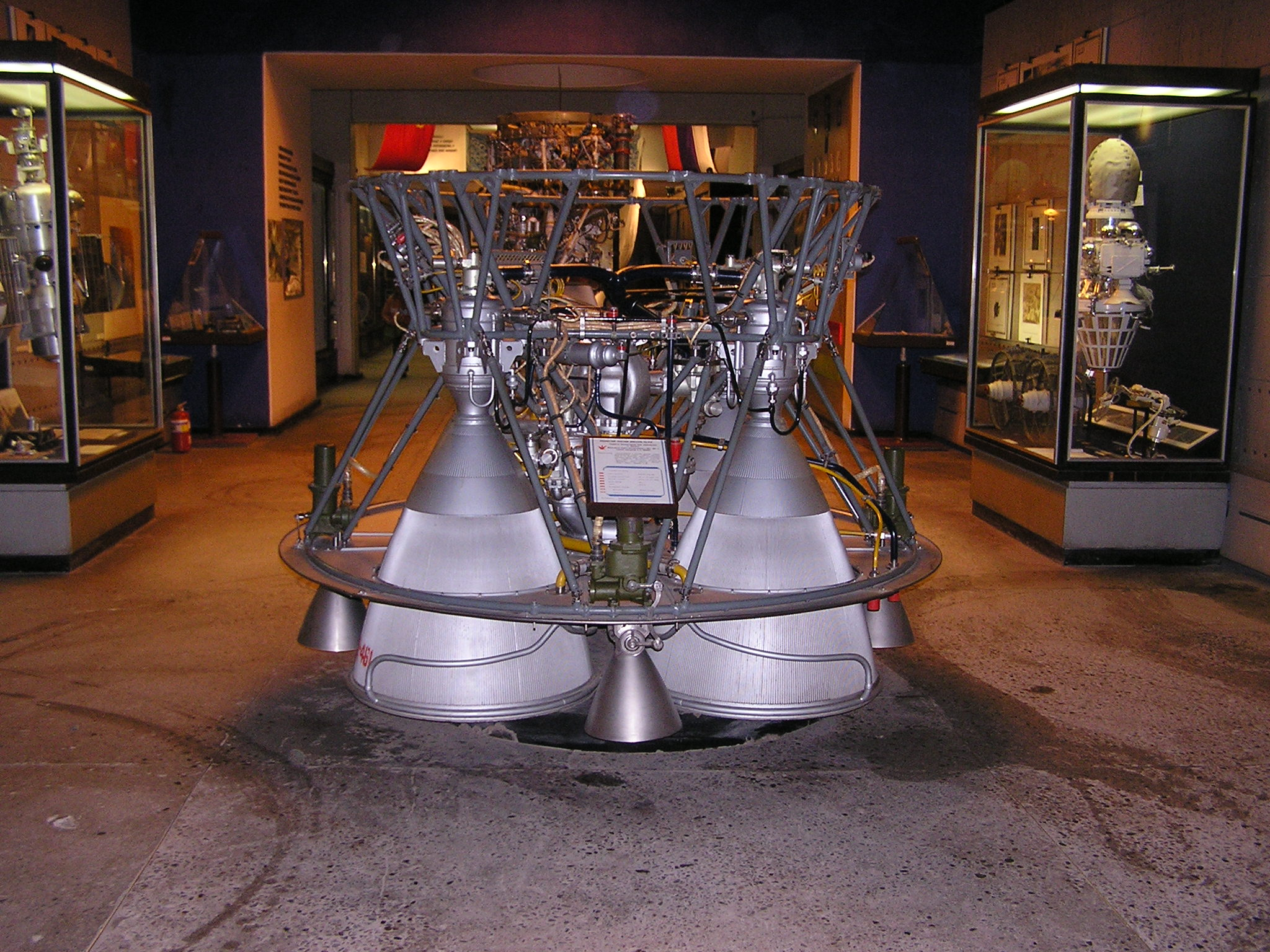
Modelo de um motor RD-0110

O RD-0110 (ou RO-8 , RD-0108 , RD-461 ) é um motor de foguete que queima Querosene e LOX num ciclo de geração de gás. Ele possui quatro bocais fixos e a saída do gerador de gás é direcionado para quatro bocais vernier secundários que exercem o controle de atitude do estágio. Ele possui uma extensa história de serviço, tendo suas primeiras versões voado em 1961.